# Max Martin
Max Martin, rodným jménem Martin Karl Sandberg (* 26. února 1971, Stockholm) je švédský skladatel populární hudby, hudební producent a zpěvák. Napsal hity pro Backstreet Boys (I Want It That Way), Britney Spears (...Baby One More Time), Bon Jovi (It's My Life), Katy Perry (I Kissed a Girl), Avril Lavigne (What the Hell, Smile, Wish You Were Here), Pink (So What), Maroon 5 (One More Night), Taylor Swift (We Are Never Ever Getting Back Together, Shake It Off, Blank Space, Bad Blood), Westlife, Céline Dion, Kelly Clarkson, Christinu Aguilera, The Veronicas, Jennifer Lopez, Ellie Goulding, Adele či 'N Sync. Měl 22 písní v hitparádě Billboard Hot 100. Získal tři ceny Grammy (2015 – producent roku, 2016 – nejlepší popové album a album roku, v obou případech šlo o album 1989 od Taylor Swift).